# Joseph Birech
Joseph Birech (ur. 4 stycznia 1984) – kenijski lekkoatleta specjalizujący się w biegach długich.
W 2010 roku zdobył w biegu na 10 000 metrów brązowy medal igrzysk Wspólnoty Narodów. Złoty medalista mistrzostw Kenii. 

## Osiągnięcia
| Rok  | Impreza                    | Miejsce    | Lokata      | Wynik    |
| ---- | -------------------------- | ---------- | ----------- | -------- |
| 2007 | Igrzyska afrykańskie       | Algier     | 13. miejsce | 29:22,85 |
| 2010 | Igrzyska Wspólnoty Narodów | Nowe Delhi | 3. miejsce  | 27:58,58 |

## Rekordy życiowe
- Bieg na 10 000 m – 27:58,58 (11 października 2010, Nowe Delhi)
- Bieg na 10 km – 27:51 (28 września 2008, Utrecht)